# Scherlenheim
Scherlenheim település Franciaországban, Bas-Rhin megyében. Lakosainak száma 114 fő (2022. január 1.). Scherlenheim Melsheim, Wickersheim-Wilshausen és Hochfelden községekkel határos.

## Népesség
A település népessége az elmúlt években az alábbi módon változott:
| Lakosok száma | 127  | 129  | 128  | 126  | 124  | 121  | 118  | 116  | 114  |
|               | 2013 | 2015 | 2016 | 2017 | 2018 | 2019 | 2020 | 2021 | 2022 |